# Hitmixes
Hitmixes —en español: Mezclas exitosas— es el segundo extended play (EP) de la cantante estadounidense Lady Gaga. Fue lanzado únicamente en Canadá el 25 de agosto de 2009 y está compuesto de siete remezclas de sus hits internacionales «Just Dance», «Poker Face», «LoveGame» y «Paparazzi», y también de la canción «The Fame», las cuales pertenecen a su álbum debut, The Fame, de 2008.
La portada del álbum muestra a Gaga con el pelo recogido para un costado y con una policía detrás de ella. Dicha fotografía pertenece a una escena de su vídeo musical «LoveGame», el cual fue dirigido por Joseph Kahn. Para la lista de canciones del álbum, se tomaron distintas remezclas hechas por productores tales como Chew Fu, Guéna LG, Moto Blanco, RedOne, Robots to Mars y el DJ Space Cowboy. Por otro lado, Hitmixes debutó en el octavo puesto de la lista Canadian Albums Chart durante la semana del 4 de octubre. El EP recibió críticas positivas por parte de los medios Calgary Herald y Blare Magazine.

## Antecedentes y composición
El 19 de agosto de 2008, Gaga lanzó su álbum debut, The Fame. Del mismo se desprendieron cuatro sencillos internacionales: «Just Dance», «Poker Face», «LoveGame» y «Paparazzi». Las cuatro fueron incluidas en formato de remezcla para ser lanzadas en un extended play de siete pistas. Por otro lado, la canción que da título al álbum, «The Fame», también fue remezclada e incluida en el EP.
El productor principal de Gaga, RedOne, creó una remezcla de «Just Dance»; otros productores como Robots to Mars, Chew Fu, Space Cowboy, Moto Blanco y Guéna LG también participaron en la producción de las canciones para el álbum. Las remezclas hechas por Moto Blanco fueron «Paparazzi» y «The Fame», las cuales presentan influencias de los años 80. Por otro lado, la remezcla de «LoveGame», hecha por Chew Fu, y la de «Poker Face», realizada por Space Cowboy, poseen rasgos de estilos de música house, incorporando música trance y sintetizadores. El cantante de rock Marilyn Manson y el rapero Kardinal Offishall contribuyeron en el EP aportando voces adicionales como artistas invitados. Con todo, Hitmixes fue lanzado el 25 de agosto de 2009 exclusivamente en Canadá, en formato de CD.

## Recepción

### Comentarios de la crítica
Debido a que su lanzamiento se llevó a cabo únicamente en Canadá, Hitmixes no recibió muchos comentarios profesionales por parte de la crítica. No obstante, el diario canadiense Calgary Herald afirmó que varias canciones fueron «remezcladas de manera ingeniosa y decadente». Dan Rankin de  Blare Magazine calificó el EP con tres estrellas y media de cinco, señalando que los remixes mostraban «diferentes grados de éxito». Rankin elogió especialmente la voz de Kardinal Offishall en la remezcla de RedOne de «Just Dance» y destacó este junto con el «LoveGame» de Chew Fu como las mejores canciones del álbum.

### Desempeño comercial
Hitmixes debutó en el conteo Canadian Albums Chart en el puesto número ocho, durante la semana del 12 de septiembre de 2009. La semana siguiente, cayó al puesto dieciséis, y pasó su tercera y última semana en la lista como el número 22.

## Lista de canciones
- Hitmixes[5][9]

| N.º | Título                                                    | Escritor(es)                     | Remezclador(es) | Duración |  |
| 1.  | «LoveGame» (Chew Fu Ghettohouse Fix) (con Marilyn Manson) | Lady Gaga, RedOne                | Chew Fu         | 5:20     |  |
| 2.  | «Poker Face» (Space Cowboy Remix)                         | Lady Gaga, RedOne                | Space Cowboy    | 4:53     |  |
| 3.  | «Just Dance» (RedOne Remix) (con Kardinal Offishall)      | Lady Gaga, RedOne, Aliaune Thiam | RedOne          | 4:18     |  |
| 4.  | «Paparazzi» (Moto Blanco Remix) (versión para radio)      | Lady Gaga, Rob Fusari            | Moto Blanco     | 4:06     |  |
| 5.  | «The Fame» (Glam as You Remix) (versión para radio)       | Lady Gaga, Martín Kierszenbaum   | Guéna LG        | 3:57     |  |
| 6.  | «Just Dance» (Robots to Mars Mix)                         | Lady Gaga, RedOne, Thiam         | Robots to Mars  | 4:37     |  |
| 7.  | «LoveGame» (Robots to Mars Remix)                         | Lady Gaga, RedOne                | Robots to Mars  | 3:12     |  |

## Posicionamiento en listas

### Semanales
| Canadá | Canadian Albums | 8 |

## Créditos y personal
| - Lady Gaga – compositora, voz principal - Jon Cohen – teclado - Rob Fusari – compositor - D. Harrison – programación, productor, remezcla - Vincent Herbert – productor ejecutivo, A&R - Martín Kierszenbaum – compositor, remezcla, A&R | - Moto Blanco – programación, productor, remezcla - Robert Orton – mezcla - Simon Paul – diseño - RedOne – compositor - A. Smith: programación, productor, remezcla - Aliaune Thiam: compositor - Tony Ugval: ingeniero de sonido |

Fuentes: Allmusic y Discogs.